# Marco Legovich
Marco Legovich (Trieste, 15 settembre 1992) è un allenatore di pallacanestro italiano.